# قرار مجلس الأمن التابع للأمم المتحدة رقم 212
قرار مجلس الأمن التابع للأمم المتحدة رقم 212، الذي اعتمد بالإجماع في 20 سبتمبر 1965، بعد النظر في طلب جزر المالديف للانضمام إلى عضوية الأمم المتحدة، أوصى المجلس الجمعية العامة بقبول جزر المالديف.